# Delphinium tetanoplectrum
Delphinium tetanoplectrum är en ranunkelväxtart som beskrevs av K. H. Rechinger. Delphinium tetanoplectrum ingår i släktet storriddarsporrar, och familjen ranunkelväxter. Inga underarter finns listade i Catalogue of Life.